# Nika Zupanc
Nika Zupanc, slovenska industrijska oblikovalka, * 17. marec 1974, Ljubljana.
Nika Zupanc je rojena v Ljubljani. Diplomirala je na Akademiji za likovno umetnost in oblikovanje v Ljubljani. Leta 2008 je ustanovila svoj studio in od takrat deluje kot samostojna oblikovalka. Razvija projekte za svetovno uveljavljena podjetja, med drugim za Dior in Natuzzi, oblikuje pa tudi izdelke v okviru lastne blagovne znamke. Mednarodno prepoznavnost je dosegla s svetilko Lolita, ki jo je oblikovala za nizozemsko podjetje Moooi.
Konec leta 2010 je imela prvo samostojno razstavo, in sicer je razstavljala svoje stole v Muzeju za arhitekturo in oblikovanje (MAO) v Ljubljani.